# Ахмерово (Баймакский район)
Ахме́рово (баш. Әхмәр) — деревня в Баймакском районе Республики Башкортостан Российской Федерации. Входит в состав Мукасовского сельсовета.

## География

### Географическое положение
Расстояние до:
- районного центра (Баймак): 66 км,
- центра сельсовета (1-е Туркменево): 4 км,
- ближайшей железнодорожной станции (Сибай): 25 км.

## Население
| 2002 | 2009 | 2010 |
| ---- | ---- | ---- |
| 582  | ↗616 | ↘543 |

### Национальный состав
Согласно переписи 2002 года, преобладающая национальность — башкиры (100 %).